# Nannocampus subosseus
Nannocampus subosseus är en fiskart som beskrevs av Günther 1870. Nannocampus subosseus ingår i släktet Nannocampus och familjen kantnålsfiskar. Inga underarter finns listade i Catalogue of Life.